# Westerdeichstrich
Westerdeichstrich település Németországban, Schleswig-Holstein tartományban. Lakosainak száma 850 fő (2023. december 31.).

## Népesség
A település népességének változása:
| Lakosok száma | 639  | 866  | 874  | 860  | 865  | 850  |
|               | 1975 | 2017 | 2019 | 2021 | 2022 | 2023 |